# 日の丸飛行隊
日の丸飛行隊 (ひのまるひこうたい) は、冬季オリンピック、スキージャンプ・ワールドカップなどスキージャンプ競技の国際大会に於ける日本代表選手陣の愛称。

## 歴史

### 元祖日の丸飛行隊（1972年札幌オリンピック）

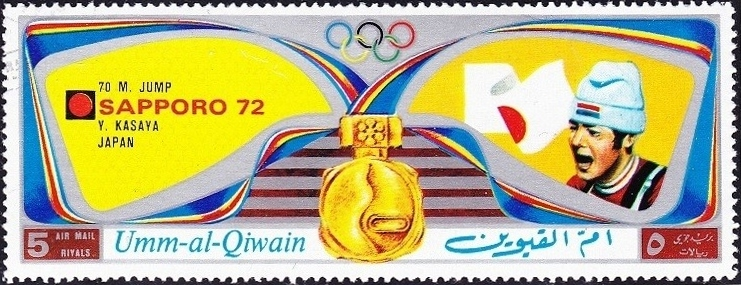
海外で発行された1972年札幌オリンピック記念切手にデザインされた笠谷幸生

1972年札幌オリンピックのスキージャンプ競技の70m級 (現在のノーマルヒル) において、日本のジャンプ陣3名(笠谷幸生、金野昭次、青地清二)が金、銀、銅のメダル独占の快挙を成し遂げ、自国開催のオリンピックに沸く日本中を熱狂させ、NHKの中継では「さぁ、笠谷。金メダルへのジャンプ…飛んだ、決まった！見事なジャンプ！」との名実況が生まれ、子供たちの間では前傾姿勢をまねする「笠谷ごっこ」などが流行した。冬季五輪では日本人初の金メダル獲得となった笠谷は後に文化功労者の顕彰も受けるなど、スキー界だけでなく日本の冬季スポーツの世界に大きな影響を与えたとされる。
日本のスキージャンプの人気を確立した札幌オリンピック以降、冬季オリンピックやワールドカップ等で日本のジャンプ陣を日の丸飛行隊と呼ぶようになった。

### 1994年リレハンメルオリンピックシーズンまで
札幌オリンピック後は1970年代後半から80年代前半にかけて八木弘和と秋元正博が活躍。その後は低迷が続いたが、1988年カルガリーオリンピック直後からナショナルチーム入りした原田雅彦、岡部孝信、東輝、葛西紀明らの登場で成績が再び上昇し、1992-93シーズンに葛西がW杯で日本人初の総合3位入賞を達成、原田と世界選手権ノーマルヒルで優勝を達成。1994年リレハンメルオリンピックの団体戦は、最終ジャンパー原田の失敗ジャンプによりドイツに逆転を許したものの、銀メダルを獲得した。

### 1998年長野オリンピックシーズンまで

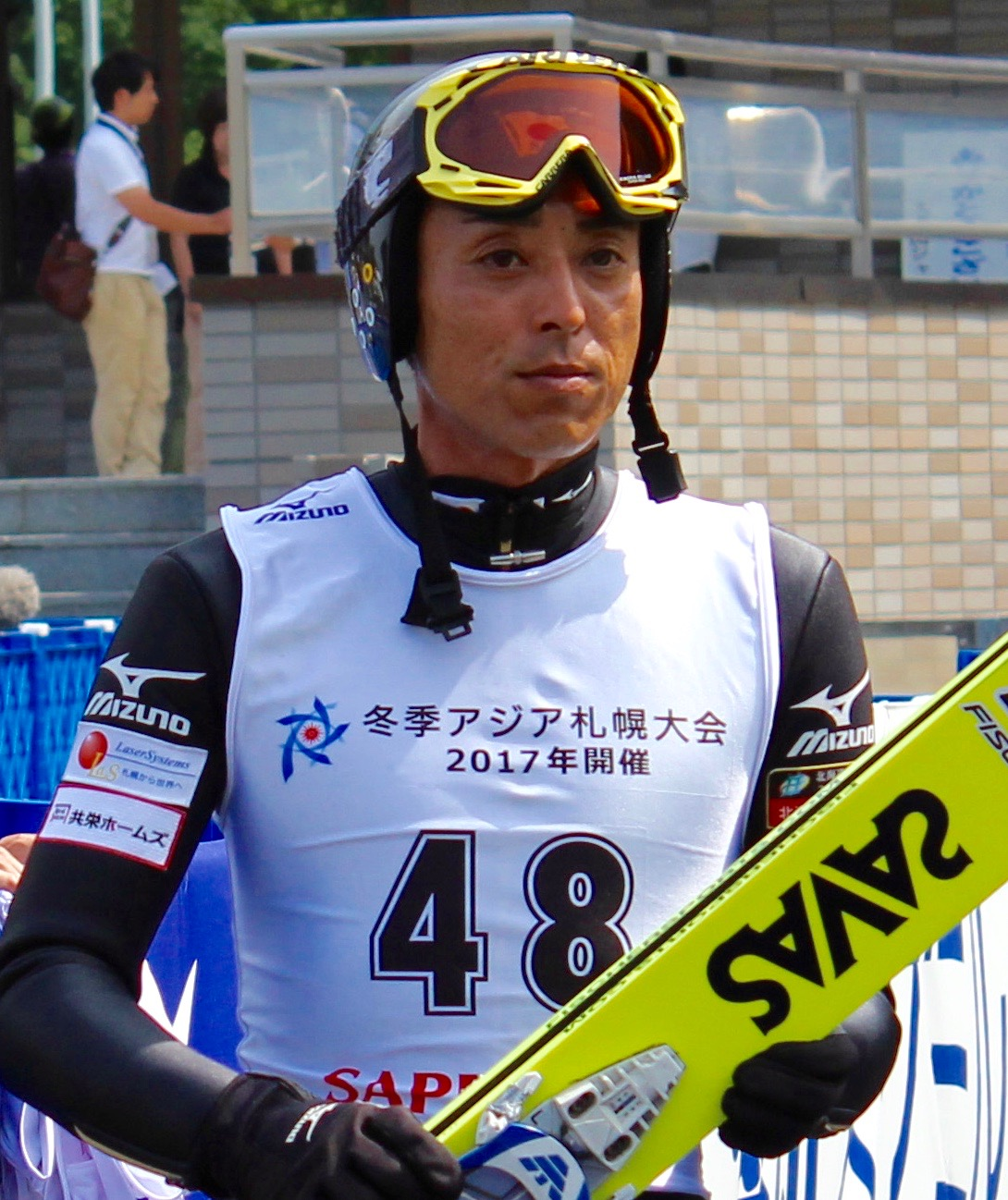
船木和喜

1995年世界選手権は岡部がノーマルヒルで優勝。一時期不振に陥っていた原田も復調し、1997年世界選手権ラージヒルで優勝。船木和喜も台頭し、1996-97シーズンのワールドカップは船木の総合3位を筆頭に3人がトップ10入りした。このように世界屈指の陣容となった日本代表チームは、1998年長野オリンピックではラージヒル団体で金メダル (岡部、斉藤浩哉、原田、船木)、ラージヒル個人で船木が金メダル、原田が銅メダル、ノーマルヒル個人で船木が銀メダルを獲得する大活躍を演じた。ワールドカップでも1997-98シーズンに船木が日本人最高 (当時) の総合2位に入り、同シーズンのスキージャンプ週間では日本人初優勝を達成した。W杯総合トップ10内には前述の船木を含め歴代最多となる4人の日本選手がランクインした。

### 2002年ソルトレイクシティオリンピックシーズンまで

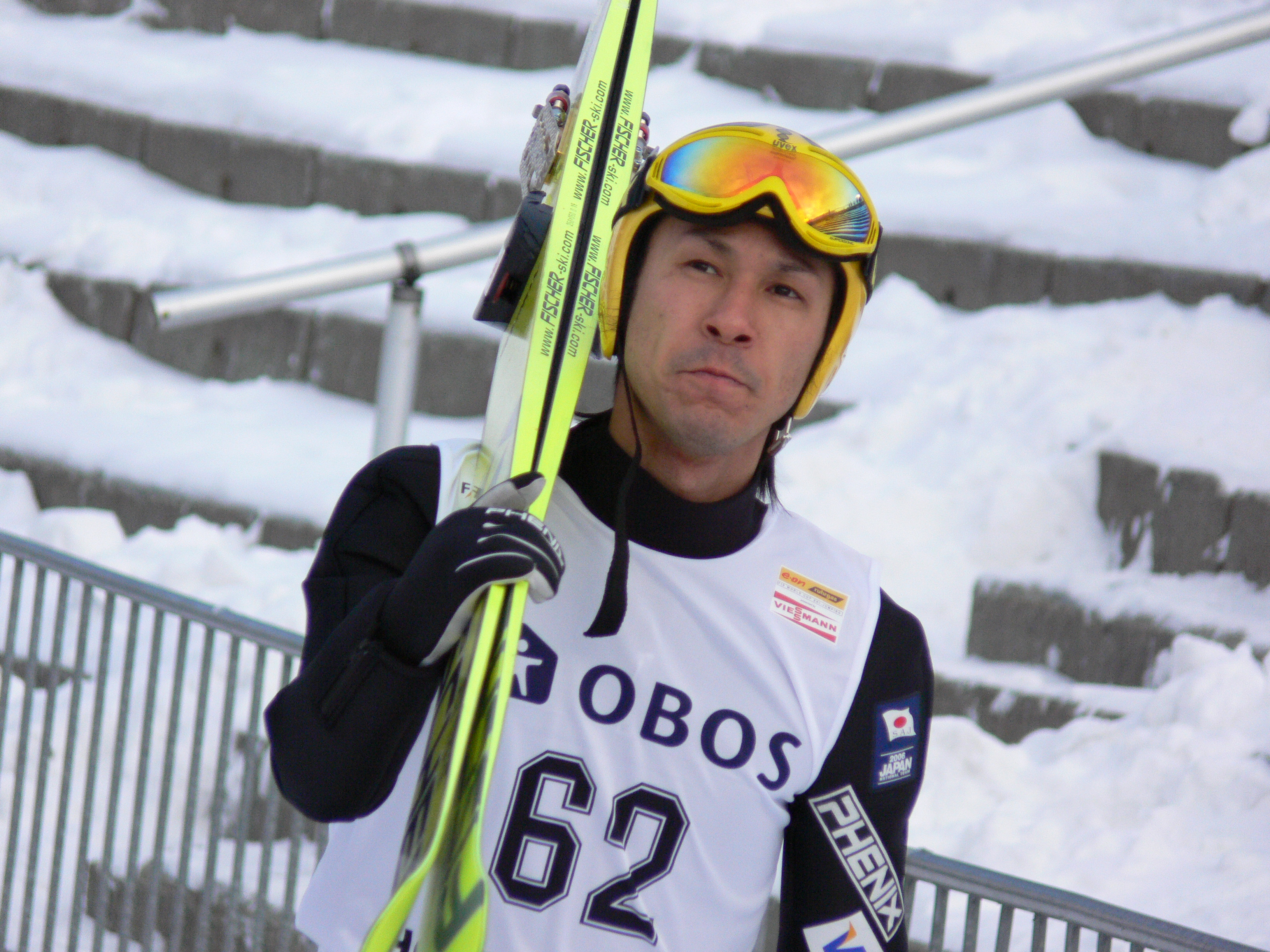
葛西紀明

翌年の1999年ノルディックスキー世界選手権でも団体で銀メダル、個人ノーマルヒルでは船木、宮平秀治、原田の3人で表彰台を独占、ワールドカップで葛西の総合3位を筆頭に、前シーズンに引き続き4人がトップ10に入るなど強さを見せた。しかし、翌シーズンからは長野五輪後に行われたルール変更への外国勢の対応、さらにその後のルール変更に対する日本の対応のまずさもあって、成績は徐々に下降線を辿るようになる。2002年ソルトレークシティオリンピックでは団体5位、個人では船木のラージヒル7位が最高という成績に終わった。

### 2006年トリノオリンピックシーズンまで
2003年ノルディックスキー世界選手権では葛西の復活があり、3種目でメダルを獲得。
2006年、日本のジャンプについて当時、日本ナショナルチームヘッドコーチだったカリ・ユリアンティラは「フィンランドやオーストリアなどのジャンプ強国と比べて踏み切りの技術が未熟でレベルが低い。日本の技術は1990年代後半までは良かったがその後のルール変更による対応が全くできていない。しかも若い選手が全く成長していない上に主力が世界の強豪国と比べてあまりにも高齢だ。私の目標はトリノオリンピックでのメダル獲得ではない。2007年に札幌で行われるノルディックスキー世界選手権に向けて有望な若い選手を見つけることだ」と話した。トリノオリンピックでのメダル獲得が困難であることが明白であるにもかかわらず若い選手が育っていないため、岡部・葛西らの出場は早々に内定し、最終的には原田も選考された。そのため、フィンランド、オーストリアなどのジャンプ強国のマスコミの一部からは日の丸飛行隊が「高齢者集団」であることを皮肉って「ロートルジャパン」と呼ばれた。20歳の伊東大貴、16歳の伊藤謙司郎ら若手も代表に選ばれたものの、団体6位、個人では岡部のラージヒル8位入賞が最高で、メダルの獲得はならなかった。
2006年3月、長らく日本のジャンプ界を牽引してきた原田が引退。

### 2010年バンクーバーオリンピックシーズンまで
2007年世界選手権、2009年世界選手権では2大会連続で団体銅メダルを獲得。2007年大会は上位陣の失敗があったが、2009年大会は「今回は実力」と選手が語ったように、ユリアンティラの指導が浸透するとともに技術力の向上が見られ、団体ではメダルを狙える位置につけた。しかし、2010年バンクーバーオリンピックでもメダルは獲得できず、日本勢の最高はノーマルヒルで伊東の15位、ラージヒルで葛西の8位、団体は5位に終わった。ユリアンティラは2010年3月31日をもって、日本ナショナルチームのヘッドコーチを辞任した。

### 2014年ソチオリンピックシーズンまで

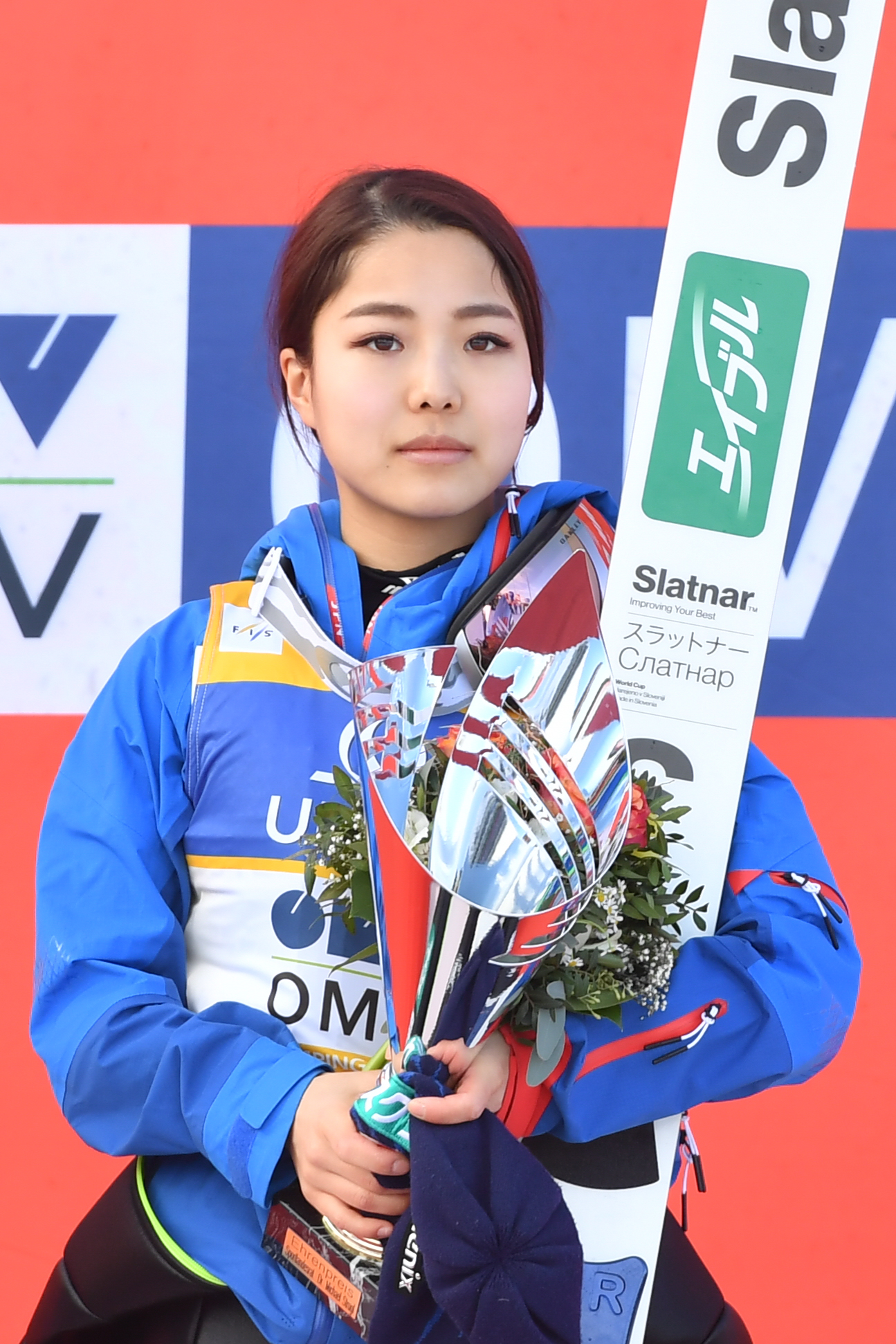
高梨沙羅

2011年世界選手権では女子選手の参加が初めて実現。2013年世界選手権では男女混合団体で金メダルを獲得した。ワールドカップ女子部門も2011-12シーズンに開始され、同シーズン高梨沙羅が日本勢女子でW杯初勝利をあげ総合3位、翌2012-13シーズンに男女通じて初の個人総合優勝を達成。
男子では2011-12シーズンに伊東大貴がW杯初勝利を含む4勝をあげて、総合4位となり日本勢で久々にトップ10入りした。
2013-14シーズンは葛西がワールドカップで史上最年長優勝を達成、好調のまま2014年ソチオリンピックを迎え、ラージヒルで長野オリンピック以来4大会ぶりとなる銀メダルを獲得。団体でも同じく4大会ぶりとなる銅メダルを獲得した。葛西は同シーズンから3シーズン連続でW杯総合トップ10入りし、自身が保有するW杯最年長表彰台記録を幾度も更新するなど40代にして全盛期に迫るパフォーマンスを見せた。女子はオリンピックではメダルの獲得はならなかったが、高梨がワールドカップで7連勝を含むシーズン15勝、全戦表彰台の記録を作るなど圧倒的な強さで総合2連覇を達成。伊藤有希も総合3位に入った。

### 2018年平昌オリンピックシーズンまで
2015年世界選手権では女子ノーマルヒル個人で伊藤有希が銀メダル、混合団体で銅メダルを獲得。2017年世界選手権では女子ノーマルヒル個人で伊藤有希が銀メダル、高梨沙羅が銅メダル、混合団体で銅メダルを獲得。W杯では高梨沙羅が2015-16, 2016-17シーズンで総合連覇、伊藤有希が2016-17シーズンで総合2位。2018年平昌オリンピックではノーマルヒル個人で高梨沙羅が銅メダル獲得。男子は小林陵侑のノーマルヒル7位、ラージヒル10位が最高。団体は6位。

### 2022年北京オリンピックシーズンまで

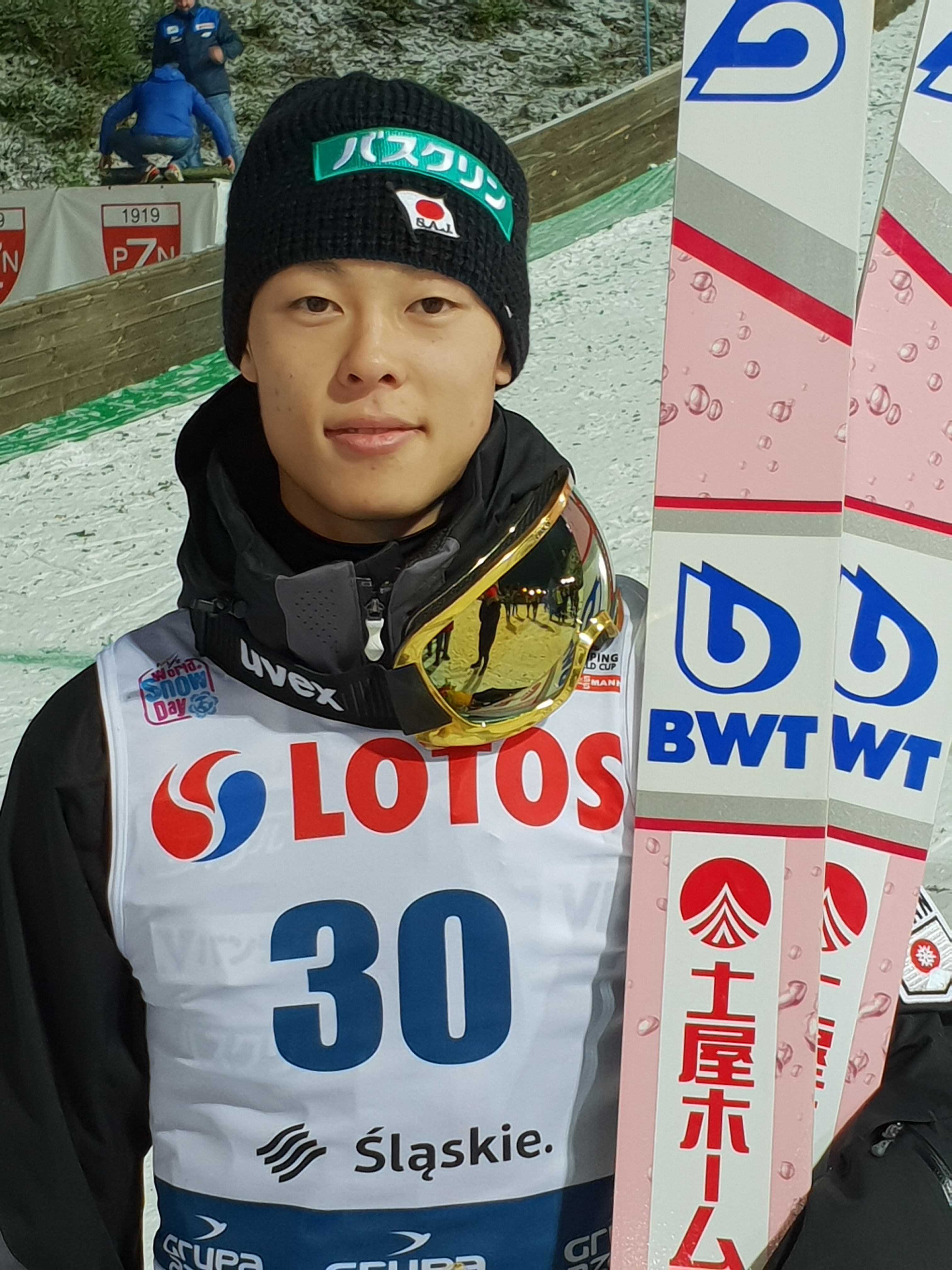
小林陵侑

2018-19年シーズンは小林陵侑がワールドカップ個人開幕戦で自身初の3位表彰台に立つと、翌週の個人戦第2戦第3戦で連勝し、史上3人目のジャンプ週間4戦全勝、史上5人目のスキージャンプワールドカップ6連勝をマークするなど総合優勝争いを独走した。世界選手権での個人メダル獲得こそならなかったものの、2009年大会以来の男子団体銅メダルを獲得した。上記ジャンプ週間、スキーフライング・ワールドカップ、ヴィリンゲンファイブ、Raw Air、プラニツァ7のワールドカップを兼ねた各種タイトル戦をすべて制覇した上で日本人男子初の総合優勝を達成した。小林陵侑以外にもシーズン序盤に調子が上がらない竹内択に代わって海外遠征メンバー入りした佐藤幸椰がワールドカップ個人戦で初表彰台、世界選手権の個人ノーマルヒルで7位に入る健闘をする一方、開幕から海外遠征メンバーに選出された中村直幹はシーズン通してワールドカップを転戦し続け、葛西紀明の成績を上回り、世界選手権の代表に選出されるなど若手の台頭や世代交代の兆しが見えたシーズンとなった。女子はエース高梨が前年度の平昌五輪同様総合3位で世界選手権に臨むも女子ノーマルヒル個人では6位に終わり、同種目で2大会連続で銀メダルを獲得していた伊藤も15位に沈み、今大会から急遽導入された女子団体は6位にとどまり3大会連続で獲得していた女子種目のメダルが途絶えた。高梨は世界選手権後総合順位を1つ下げ4位でシーズンを終えたが、女子ワールドカップが2011-12年シーズンから開始されて以来高梨が総合3位以内に入れなかったのは初であり、前年度総合4位だった伊藤も12位に後退し日本女子にとっては苦しいシーズンとなった。
2019-20シーズンは小林陵侑は3勝をあげてシーズン総合3位に入った。また、前シーズンW杯初表彰台を獲得した佐藤幸椰が初優勝を含む2勝をあげた。一方、女子では高梨が3月にシーズン初優勝 (通算57勝目)をあげて女子では史上初の通算表彰台獲得回数100回を達成したが、総合では2年連続の4位にとどまった。
2020-21シーズンは、コロナ禍により代表の入れ替わりが制限され、またワールドカップ札幌大会や蔵王大会が中止となったことから、遠征が男子は4か月半、女子は3か月半の長期にわたる異例のシーズンとなった。男子では、小林陵侑は序盤2桁順位が多かったが徐々に調子を上げ、優勝3回、2位2回で最終的には総合4位に浮上した。優勝回数は葛西紀明の17回を上回り、日本人男子としては最多の19勝に達した。また、佐藤幸椰は総合11位、佐藤慧一は初の開幕戦からの参戦で総合20位、中村直幹は総合34位と、それぞれ自己ベストを更新するシーズンとなった。一方女子では、高梨が好調で世界選手権前に3勝を挙げるなど、全13戦で9度の表彰台を獲得し、ヤンネ・アホネンの持つ通算表彰台獲得記録（108回）を超え109回となった。世界選手権ではノーマルヒルで銅メダル、ラージヒルで銀メダルを獲得した。総合成績は高梨とニカ・クリジュナル、マリタ・クラマーが11ポイント差以内で競うの接戦の末、高梨は2位となった。また、丸山希は総合11位で自己ベストを更新した。
2021-22シーズンもコロナ禍により国内のワールドカップが実施されないままオリンピックイヤーを迎えた。男子は小林陵侑が好調を維持し、2度目のジャンプ週間総合優勝、ワールドカップ総合優勝と北京オリンピックでは個人ノーマルヒルで金メダル、同ラージヒルで銀メダルを獲得した。女子は高梨がワールドカップ総合5位、オリンピックの個人ノーマルヒルは4位であった。なお、オリンピック種目に初採用された混合団体競技でのメダルが期待されたが、日本を含む有力国で女子の失格者が相次ぎ、日本は4位となった。このシーズンをもって伊東大貴が引退した。

### 2026年ミラノ・コルティナダンペッツォオリンピックシーズンまで
2022-23シーズンはワールドカップが国内でも3シーズンぶりに開催された。男子はこの年のサマーグランプリ優勝などの実績を上げた二階堂蓮が代表に定着した。女子は伊藤が6シーズンぶりの優勝を果たし総合8位であった。伊藤が優勝した試合では丸山が自身初の表彰台となる2位、高梨が3位と女子ではワールドカップ初の表彰台独占を果たした。高梨はこの3位が最高位でワールドカップ開始以降初めて優勝を逃すシーズンとなった。世界選手権では小林陵侑が個人ラージヒルで銀メダルを獲得した。女子は伊藤がノーマルヒル6位、丸山がノーマルヒル8位、ラージヒル6位と健闘したが、高梨は個人ノーマルヒルのみでの出場となった。
2023-24シーズンは、男子のワールドカップ国別クオータの最大数が従来の6から5に減少し（コンチネンタルカップ上位組からの加配を除く）、各国とも代表の入れ替わりが激しい年となった。日本では、小林陵侑が3度目のジャンプ週間王者となり、優勝2回、2位10回などの成績で総合2位でシーズンを終えた。この他に二階堂、小林潤志郎の3名は固定されていたが、他の2枠は中村直幹、内藤智文、竹内択、葛西、佐藤慧一が入れ替わることとなった。中でも葛西は札幌大会に国内枠で出場しながらもポイントを獲得し、その後遠征メンバーともなりさらにポイントを重ね、最年長出場、通算出場試合数といったギネス記録を更新することとなった。女子は伊藤が開幕戦を制するなど2勝し、総合4位でシーズンを終えた。
2024-25シーズンも代表の入れ替わりが激しい年となった。日本男子では小林陵侑がシーズン前半は体調を崩すなどして不調であったが、ジャンプ週間直後のワールドカップザコパネ大会を回避し、国内調整にあてると徐々に復調し世界選手権の個人LHで銅メダルを獲得し、優勝3回、3位2回などの成績で総合9位でシーズンを終えた。この他に二階堂、中村直幹の3名は固定されていたが、国内枠を除いて他の2枠は佐藤慧一、小林潤志郎、内藤智文、小林朔太郎、佐藤幸椰が入れ替わることとなった。中でも小林朔太郎はジャンプ週間以降遠征メンバーに定着し世界選手権出場も果たし総合40位でシーズンを終え、佐藤幸椰は2年ぶりにワールドカップ出場を果たすと4年ぶりの世界選手権出場も果たし総合44位でシーズンを終えた。葛西は札幌大会に国内枠で出場しワールドカップポイント獲得はならなかったものの最年長出場、通算出場試合数といったギネス記録を更新することとなった。日本女子は個人戦で優勝・表彰台以内に入れず、これは女子のワールドカップが2011-12年シーズンから開始されて以来初であった。日本女子の総合順位の最高は高梨の12位にとどまり、前年度総合4位だった伊藤も13位に後退した。世界選手権では個人LHで丸山が7位に入ったのが最高で日本女子にとっては苦しいシーズンとなる一方、一戸くる実が遠征メンバーに定着し、佐藤柚月が初めてポイントを獲得するなど若手の台頭の兆しも見えた。

## 主な成績
※8位以上を記載
※70m級：現在のノーマルヒル、90m級：現在のラージヒル

### メダル獲得数
| 大会・種目                     | 金 | 銀 | 銅 | 計 |
| ------------------------------ | -- | -- | -- | -- |
| オリンピック個人               | 3  | 5  | 3  | 11 |
| オリンピック団体               | 1  | 1  | 1  | 3  |
| 合計                           | 4  | 6  | 4  | 14 |
| 世界選手権個人                 | 4  | 10 | 7  | 21 |
| 世界選手権団体                 | 1  | 3  | 6  | 10 |
| 合計                           | 5  | 13 | 13 | 31 |
| スキージャンプ・ワールドカップ |    |    |    |    |
| 男子個人総合                   | 2  | 2  | 4  | 8  |
| 女子個人総合                   | 4  | 3  | 3  | 10 |
| フライング個人総合             | 1  | 6  | 2  | 6  |
| Nations Cup 男子               | 3  | 3  | 3  | 9  |
| Nations Cup 女子               | 2  | 3  | 4  | 9  |
| その他                         |    |    |    |    |
| スキージャンプ週間個人総合     | 4  | 3  | 0  | 7  |
| スキーフライング世界選手権     | 2  | 0  | 0  | 4  |

### 冬季オリンピック
| 大会                                                | 男子ノーマルヒル (70m級)               | 男子ラージヒル (90m級)                 | 女子ノーマルヒル          | 男子団体                                  | 混合団体                                |
| --------------------------------------------------- | -------------------------------------- | -------------------------------------- | ------------------------- | ----------------------------------------- | --------------------------------------- |
| 1972年札幌オリンピック 日本                         | 笠谷幸生 1位 金野昭次 2位 青地清二 3位 |                                        | 実施なし                  | 実施なし                                  | 実施なし                                |
| 1980年レークプラシッドオリンピック アメリカ合衆国   | 八木弘和 2位 秋元正博 4位              |                                        | 実施なし                  | 実施なし                                  | 実施なし                                |
| 1992年アルベールビルオリンピック フランス           |                                        | 原田雅彦 4位                           | 実施なし                  | 4位 葛西紀明 上原子次郎 須田健仁 原田雅彦 | 実施なし                                |
| 1994年リレハンメルオリンピック · ノルウェー         | 葛西紀明 5位 西方仁也 8位              | 岡部孝信 4位 西方仁也 8位              | 実施なし                  | 2位 岡部孝信 葛西紀明 西方仁也 原田雅彦   | 実施なし                                |
| 1998年長野オリンピック 日本                         | 船木和喜 2位 原田雅彦 5位 葛西紀明 7位 | 船木和喜 1位 原田雅彦 3位 岡部孝信 6位 | 実施なし                  | 1位 岡部孝信 斉藤浩哉 原田雅彦 船木和喜   | 実施なし                                |
| 2002年ソルトレークシティオリンピック アメリカ合衆国 |                                        | 船木和喜 7位                           | 実施なし                  | 5位 原田雅彦 宮平秀治 船木和喜 山田大起   | 実施なし                                |
| 2006年トリノオリンピック イタリア                   |                                        | 岡部孝信 8位                           | 実施なし                  | 6位 伊東大貴 一戸剛 葛西紀明 岡部孝信     | 実施なし                                |
| 2010年バンクーバーオリンピック カナダ               |                                        | 葛西紀明 8位                           | 実施なし                  | 5位 伊東大貴 竹内択 栃本翔平 葛西紀明     | 実施なし                                |
| 2014年ソチオリンピック ロシア                       | 葛西紀明 8位                           | 葛西紀明 2位                           | 高梨沙羅 4位 伊藤有希 7位 | 3位 清水礼留飛 竹内択 伊東大貴 葛西紀明   | 実施なし                                |
| 2018年平昌オリンピック · 大韓民国                   | 小林陵侑 7位                           |                                        | 高梨沙羅 3位              | 6位 竹内択 伊東大貴 葛西紀明 小林陵侑     | 実施なし                                |
| 2022年北京オリンピック 中華人民共和国               | 小林陵侑 1位                           | 小林陵侑 2位                           | 高梨沙羅 4位              | 5位 佐藤幸椰 中村直幹 小林潤志郎 小林陵侑 | 4位 高梨沙羅 佐藤幸椰 伊藤有希 小林陵侑 |

### ノルディックスキー世界選手権
| 大会                                          | 男子ノーマルヒル (70m級)                            | 男子ラージヒル (90m級)                     | 女子ノーマルヒル            | 女子ラージヒル | 男子団体                                      | 女子団体                                 | 混合団体                                   |
| --------------------------------------------- | --------------------------------------------------- | ------------------------------------------ | --------------------------- | -------------- | --------------------------------------------- | ---------------------------------------- | ------------------------------------------ |
| 1966年オスロ大会 · ノルウェー                 |                                                     | 藤沢隆 2位                                 | 実施なし                    | 実施なし       | 実施なし                                      | 実施なし                                 | 実施なし                                   |
| 1970年ヴィソケー・タトリ大会 チェコスロバキア | 笠谷幸生 2位 青地清二 7位                           | 藤沢隆 6位                                 | 実施なし                    | 実施なし       | 実施なし                                      | 実施なし                                 | 実施なし                                   |
| 1974年ファルン大会 · スウェーデン             |                                                     | 笠谷幸生 8位                               | 実施なし                    | 実施なし       | 実施なし                                      | 実施なし                                 | 実施なし                                   |
| 1982年オスロ大会 · ノルウェー                 |                                                     |                                            | 実施なし                    | 実施なし       | 90m級 8位 中津信雄 松橋暁 秋元正博 八木弘和   | 実施なし                                 | 実施なし                                   |
| 1985年ゼーフェルト大会 · オーストリア         |                                                     |                                            | 実施なし                    | 実施なし       | 90m級 6位 渡瀬弥太郎 佐藤晃 西方千春 秋元正博 | 実施なし                                 | 実施なし                                   |
| 1991年ヴァル・ディ・フィエンメ大会 イタリア   | 東和広 5位                                          |                                            | 実施なし                    | 実施なし       |                                               | 実施なし                                 | 実施なし                                   |
| 1993年ファルン大会 · スウェーデン             | 原田雅彦 1位 西方仁也 7位                           | 原田雅彦 4位 葛西紀明 7位                  | 実施なし                    | 実施なし       | LH 5位 須田健仁 岡部孝信 葛西紀明 原田雅彦    | 実施なし                                 | 実施なし                                   |
| 1995年サンダー・ベイ大会 カナダ               | 岡部孝信 1位 斎藤浩哉 2位 西方仁也 7位              | 船木和喜 5位                               | 実施なし                    | 実施なし       | LH 3位 安崎直幹 斎藤浩哉 西方仁也 岡部孝信    | 実施なし                                 | 実施なし                                   |
| 1997年トロンハイム大会 · ノルウェー           | 原田雅彦 2位 船木和喜 4位 斎藤浩哉 7位              | 原田雅彦 1位                               | 実施なし                    | 実施なし       | LH 2位 船木和喜 岡部孝信 原田雅彦 斎藤浩哉    | 実施なし                                 | 実施なし                                   |
| 1999年ラムサウ大会 · オーストリア             | 船木和喜 1位 宮平秀治 2位 原田雅彦 3位 葛西紀明 5位 | 宮平秀治 3位 船木和喜 5位 原田雅彦 6位     | 実施なし                    | 実施なし       | LH 2位 葛西紀明 宮平秀治 原田雅彦 船木和喜    | 実施なし                                 | 実施なし                                   |
| 2001年ラハティ大会 · フィンランド             | 原田雅彦 5位                                        |                                            | 実施なし                    | 実施なし       | LH 4位 宮平秀治 吉岡和也 原田雅彦 葛西紀明    | 実施なし                                 | 実施なし                                   |
| 2001年ラハティ大会 · フィンランド             | 原田雅彦 5位                                        | NH 4位 宮平秀治 岡部孝信 葛西紀明 原田雅彦 | 実施なし                    | 実施なし       |                                               | 実施なし                                 | 実施なし                                   |
| 2003年ヴァル・ディ・フィエンメ大会 イタリア   | 葛西紀明 3位 宮平秀治 4位                           | 葛西紀明 3位 宮平秀治 5位                  | 実施なし                    | 実施なし       | LH 2位 船木和喜 東輝 宮平秀治 葛西紀明        | 実施なし                                 | 実施なし                                   |
| 2007年札幌大会 日本                           |                                                     |                                            | 実施なし                    | 実施なし       | LH 3位 栃本翔平 岡部孝信 伊東大貴 葛西紀明    | 実施なし                                 | 実施なし                                   |
| 2009年リベレツ大会 · チェコ                   |                                                     |                                            |                             | 実施なし       | LH 3位 栃本翔平 岡部孝信 伊東大貴 葛西紀明    | 実施なし                                 | 実施なし                                   |
| 2011年オスロ大会 · ノルウェー                 |                                                     |                                            | 高梨沙羅 6位 渡瀬あゆみ 7位 | 実施なし       | NH 5位 湯本史寿 竹内択 葛西紀明 伊東大貴      | 実施なし                                 | 実施なし                                   |
| 2011年オスロ大会 · ノルウェー                 | LH 5位 竹内択 湯本史寿 葛西紀明 伊東大貴            |                                            | 高梨沙羅 6位 渡瀬あゆみ 7位 | 実施なし       |                                               | 実施なし                                 | 実施なし                                   |
| 2013年ヴァル・ディ・フィエンメ大会 イタリア   | 竹内択 7位                                          |                                            | 高梨沙羅 2位                | 実施なし       | LH 5位 清水礼留飛 葛西紀明 伊東大貴 竹内択    | 実施なし                                 | NH 1位 伊藤有希 伊東大貴 高梨沙羅 竹内択   |
| 2015年ファルン大会 · スウェーデン             | 竹内択 5位                                          |                                            | 伊藤有希 2位 高梨沙羅 4位   | 実施なし       | LH 4位 小林潤志郎 伊東大貴 竹内択 葛西紀明    | 実施なし                                 | NH 3位 高梨沙羅 葛西紀明 伊藤有希 竹内択   |
| 2017年ラハティ大会 · フィンランド             |                                                     |                                            | 伊藤有希 2位 高梨沙羅 3位   | 実施なし       | LH 7位 竹内択 小林陵侑 葛西紀明 伊東大貴      | 実施なし                                 | NH 3位 高梨沙羅 竹内択 伊藤有希 伊東大貴   |
| 2019年ゼーフェルト大会 · オーストリア         | 佐藤幸椰 7位                                        | 小林陵侑 4位                               | 高梨沙羅 6位                | 実施なし       | LH 3位 佐藤幸椰 伊東大貴 小林潤志郎 小林陵侑  | NH 6位 伊藤有希 岩渕香里 丸山希 高梨沙羅 | NH 5位 伊藤有希 佐藤幸椰 高梨沙羅 小林陵侑 |
| 2021年オーベルストドルフ大会 ドイツ           |                                                     | 佐藤幸椰 7位                               | 高梨沙羅 3位                | 高梨沙羅 2位   | LH 4位 佐藤幸椰 中村直幹 佐藤慧一 小林陵侑    | NH 4位 伊藤有希 勢藤優花 丸山希 高梨沙羅 | NH 5位 伊藤有希 佐藤幸椰 高梨沙羅 小林陵侑 |
| 2023年プラニツァ大会 スロベニア               |                                                     | 小林陵侑 2位                               | 伊藤有希 6位 丸山希 8位     | 丸山希 4位     | LH 7位 中村直幹 小林潤志郎 二階堂蓮 小林陵侑  | NH 5位 丸山希 勢藤優花 宮嶋林湖 伊藤有希 | NH 5位 丸山希 中村直幹 伊藤有希 小林陵侑   |
| 2025年トロンハイム大会 · ノルウェー           | 小林陵侑 7位                                        | 小林陵侑 3位                               |                             | 丸山希 7位     | LH 5位 二階堂蓮 佐藤幸椰 中村直幹 小林陵侑    | NH 5位 丸山希 勢藤優花 伊藤有希 高梨沙羅 | LH 5位 伊藤有希 二階堂蓮 高梨沙羅 小林陵侑 |

### スキージャンプ・ワールドカップ
1979-1980シーズンより開始。2011-2012シーズンより女子部門が開始。
ワールドカップの開催地はヨーロッパが大半を占めるため、試合終了後に帰宅もできる欧州勢とは違い、日本勢はシーズンの大半でホテル暮らしをするというハンデがある。

#### 個人総合トップ10
| シーズン  | 男子                                                 | 女子                       | 国別              |
| --------- | ---------------------------------------------------- | -------------------------- | ----------------- |
| 1979-1980 | 八木弘和 4位 秋元正博 5位                            |                            | 男子 3位          |
| 1980-1981 | ---                                                  | ---                        |                   |
| 1981-1982 | ---                                                  | ---                        |                   |
| 1983-1984 | ---                                                  | ---                        |                   |
| 1984-1985 | 秋元正博 8位                                         | 男子 8位                   |                   |
| 1985-1986 | ---                                                  | ---                        |                   |
| 1986-1987 | ---                                                  | 男子 8位                   |                   |
| 1987-1988 | ---                                                  | ---                        |                   |
| 1988-1989 | ---                                                  | ---                        |                   |
| 1989-1990 | ---                                                  | ---                        |                   |
| 1990-1991 | ---                                                  | 男子 10位                  |                   |
| 1991-1992 | 葛西紀明 9位                                         | 男子 7位                   |                   |
| 1992-1993 | 葛西紀明 3位                                         | 男子 2位                   |                   |
| 1993-1994 | 葛西紀明 6位 岡部孝信 7位 西方仁也 8位               | 男子 2位                   |                   |
| 1994-1995 | 船木和喜 4位 岡部孝信 5位                            | 男子 3位                   |                   |
| 1995-1996 | 原田雅彦 5位 斉藤浩哉 8位                            | 男子 2位                   |                   |
| 1996-1997 | 船木和喜 3位 岡部孝信 4位 斉藤浩哉 5位               | 男子 1位                   |                   |
| 1997-1998 | 船木和喜 2位 原田雅彦 4位 斉藤浩哉 5位 葛西紀明 10位 | 男子 1位                   |                   |
| 1998-1999 | 葛西紀明 3位 船木和喜 4位 宮平秀治 5位 原田雅彦 9位  | 男子 1位                   |                   |
| 1999-2000 | 宮平秀治 10位                                        | 男子 4位                   |                   |
| 2000-2001 | 葛西紀明 4位                                         | 男子 4位                   |                   |
| 2001-2002 | ---                                                  | 男子 4位                   |                   |
| 2002-2003 | ---                                                  | 男子 7位                   |                   |
| 2003-2004 | 葛西紀明 8位                                         | 男子 5位                   |                   |
| 2004-2005 | ---                                                  | 男子 5位                   |                   |
| 2005-2006 | ---                                                  | 男子 6位                   |                   |
| 2006-2007 | ---                                                  | 男子 10位                  |                   |
| 2007-2008 | ---                                                  | 男子 8位                   |                   |
| 2008-2009 | ---                                                  | 男子 7位                   |                   |
| 2009-2010 | ---                                                  | 男子 8位                   |                   |
| 2010-2011 | ---                                                  | 男子 6位                   |                   |
| 2011-2012 | 伊東大貴 4位                                         | 高梨沙羅 3位               | 男子 5位 女子 3位 |
| 2012-2013 | ---                                                  | 高梨沙羅 1位               | 男子 6位 女子 3位 |
| 2013-2014 | 葛西紀明 5位                                         | 高梨沙羅 1位 伊藤有希 3位  | 男子 6位 女子 1位 |
| 2014-2015 | 葛西紀明 6位                                         | 高梨沙羅 2位 伊藤有希 5位  | 男子 5位 女子 2位 |
| 2015-2016 | 葛西紀明 8位                                         | 高梨沙羅 1位 伊藤有希 8位  | 男子 5位 女子 2位 |
| 2016-2017 | ---                                                  | 高梨沙羅 1位 伊藤有希 2位  | 男子 6位 女子 1位 |
| 2017-2018 | ---                                                  | 高梨沙羅 3位 伊藤有希 4位  | 男子 6位 女子 2位 |
| 2018-2019 | 小林陵侑 1位                                         | 高梨沙羅 4位               | 男子 3位 女子 4位 |
| 2019-2020 | 小林陵侑 3位                                         | 高梨沙羅 4位               | 男子 6位 女子 3位 |
| 2020-2021 | 小林陵侑 4位                                         | 高梨沙羅 2位               | 男子 6位 女子 4位 |
| 2021-2022 | 小林陵侑 1位                                         | 高梨沙羅 5位 伊藤有希 8位  | 男子 5位 女子 3位 |
| 2022-2023 | 小林陵侑 5位                                         | 伊藤有希 8位 高梨沙羅 10位 | 男子 6位 女子 5位 |
| 2023-2024 | 小林陵侑 2位                                         | 伊藤有希 4位 高梨沙羅 9位  | 男子 5位 女子 3位 |
| 2024-2025 | 小林陵侑 9位                                         | ---                        | 男子 5位 女子 5位 |

#### 表彰台登壇回数
- 2024-25シーズン終了時点。太字の選手は現役

| 表彰台登壇回数 (男子) | 表彰台登壇回数 (男子) | 表彰台登壇回数 (男子) | 表彰台登壇回数 (男子) | 表彰台登壇回数 (男子) |
| 選手                  | 優勝                  | 準優勝                | 3位                   | 合計                  |
| --------------------- | --------------------- | --------------------- | --------------------- | --------------------- |
| 小林陵侑              | 35回                  | 22回                  | 14回                  | 71回                  |
| 葛西紀明              | 17回                  | 13回                  | 33回                  | 63回                  |
| 船木和喜              | 15回                  | 12回                  | 11回                  | 38回                  |
| 原田雅彦              | 9回                   | 3回                   | 9回                   | 21回                  |
| 岡部孝信              | 5回                   | 9回                   | 9回                   | 23回                  |
| 伊東大貴              | 4回                   | 6回                   | 7回                   | 17回                  |
| 秋元正博              | 4回                   | 0回                   | 4回                   | 8回                   |
| 斉藤浩哉              | 2回                   | 4回                   | 10回                  | 16回                  |
| 佐藤幸椰              | 2回                   | 1回                   | 1回                   | 4回                   |
| 東輝                  | 2回                   | 0回                   | 1回                   | 3回                   |
| 宮平秀治              | 1回                   | 4回                   | 5回                   | 10回                  |
| 八木弘和              | 1回                   | 1回                   | 1回                   | 3回                   |
| 佐藤晃                | 1回                   | 0回                   | 0回                   | 1回                   |
| 湯本史寿              | 1回                   | 0回                   | 0回                   | 1回                   |
| 小林潤志郎            | 1回                   | 0回                   | 0回                   | 1回                   |
| 西方仁也              | 0回                   | 3回                   | 2回                   | 5回                   |
| 竹内択                | 0回                   | 2回                   | 2回                   | 4回                   |
| 須田健仁              | 0回                   | 1回                   | 0回                   | 1回                   |
| 葦本祐二              | 0回                   | 0回                   | 1回                   | 1回                   |
| 伊藤直人              | 0回                   | 0回                   | 1回                   | 1回                   |
| 嶋宏大                | 0回                   | 0回                   | 1回                   | 1回                   |
| 吉岡和也              | 0回                   | 0回                   | 1回                   | 1回                   |
| 中村直幹              | 0回                   | 0回                   | 1回                   | 1回                   |
| 合計                  | 100回                 | 81回                  | 114回                 | 295回                 |

| 表彰台登壇回数 (女子) | 表彰台登壇回数 (女子) | 表彰台登壇回数 (女子) | 表彰台登壇回数 (女子) | 表彰台登壇回数 (女子) |
| 選手                  | 優勝                  | 準優勝                | 3位                   | 合計                  |
| --------------------- | --------------------- | --------------------- | --------------------- | --------------------- |
| 高梨沙羅              | 63回                  | 31回                  | 22回                  | 116回                 |
| 伊藤有希              | 9回                   | 10回                  | 9回                   | 28回                  |
| 丸山希                | 0回                   | 1回                   | 1回                   | 2回                   |
| 合計                  | 72回                  | 42回                  | 32回                  | 146回                 |

| 表彰台登壇回数 (団体) | 表彰台登壇回数 (団体) | 表彰台登壇回数 (団体) | 表彰台登壇回数 (団体) | 表彰台登壇回数 (団体) |
| 選手                  | 優勝                  | 準優勝                | 3位                   | 合計                  |
| --------------------- | --------------------- | --------------------- | --------------------- | --------------------- |
| 男子                  | 4回                   | 10回                  | 17回                  | 31回                  |
| 女子                  | 2回                   | 1回                   | 1回                   | 4回                   |
| 混合                  | 1回                   | 1回                   | 0回                   | 2回                   |
| 合計                  | 7回                   | 12回                  | 18回                  | 37回                  |

#### 団体表彰台一覧
| 男子団体  | 男子団体 | 男子団体             | 男子団体 | 男子団体 | 男子団体                              |
| シーズン  | 開催日   | 開催地               | K点 HS   | 成績     | メンバー                              |
| --------- | -------- | -------------------- | -------- | -------- | ------------------------------------- |
| 1992/93   | 1月24日  | プレダッツォ         | K120     | 3位      | 葦本祐二 東輝 原田雅彦 葛西紀明       |
| 1992/93   | 3月27日  | プラニツァ           | K120     | 優勝(1)  | 岡部孝信 安崎直幹 原田雅彦 葛西紀明   |
| 1993/94   | 3月5日   | ラハティ             | K114     | 準優勝   | 西方仁也 須田健仁 岡部孝信 葛西紀明   |
| 1994/95   | 1月28日  | ラハティ             | K114     | 3位      | 安崎直幹 西方仁也 船木和喜 岡部孝信   |
| 1995/96   | 12月9日  | プラニツァ           | K120     | 準優勝   | 西方仁也 須田健仁 斉藤浩哉 原田雅彦   |
| 1995/96   | 2月23日  | トロンハイム         | K120     | 準優勝   | 岡部孝信 渋谷潤 原田雅彦 斉藤浩哉     |
| 1995/96   | 3月2日   | ラハティ             | K114     | 優勝(2)  | 岡部孝信 西方仁也 原田雅彦 斉藤浩哉   |
| 1998/99   | 3月2日   | ヴィリンゲン         | K120     | 優勝(3)  | 船木和喜 葛西紀明 宮平秀治 吉岡和也   |
| 1999/2000 | 3月18日  | プラニツァ           | K185     | 3位      | 岡部孝信 船木和喜 宮平秀治 葛西紀明   |
| 2000/01   | 1月19日  | パークシティ         | K120     | 優勝(4)  | 船木和喜 吉岡和也 原田雅彦 葛西紀明   |
| 2000/01   | 2月2日   | ヴィリンゲン         | K120     | 3位      | 船木和喜 吉岡和也 宮平秀治 葛西紀明   |
| 2000/01   | 3月17日  | プラニツァ           | K185     | 3位      | 宮平秀治 吉岡和也 原田雅彦 葛西紀明   |
| 2001/02   | 12月9日  | フィラッハ           | K90      | 準優勝   | 吉岡和也 宮平秀治 葛西紀明 船木和喜   |
| 2001/02   | 1月27日  | 札幌                 | K120     | 準優勝   | 宮平秀治 山田大起 葛西紀明 船木和喜   |
| 2003/04   | 3月6日   | ラハティ             | K116     | 3位      | 東輝 伊東大貴 宮平秀治 葛西紀明       |
| 2010/11   | 11月27日 | クーサモ             | HS142    | 3位      | 栃本翔平 葛西紀明 竹内択 伊東大貴     |
| 2011/12   | 11月27日 | クーサモ             | HS142    | 準優勝   | 小林潤志郎 栃本翔平 竹内択 伊東大貴   |
| 2013/14   | 11月23日 | クリンゲンタール     | HS140    | 3位      | 伊東大貴 清水礼留飛 竹内択 葛西紀明   |
| 2014/15   | 11月22日 | クリンゲンタール     | HS140    | 準優勝   | 清水礼留飛 伊東大貴 葛西紀明 竹内択   |
| 2014/15   | 3月6日   | ラハティ             | HS130    | 3位      | 栃本翔平 竹内択 伊東大貴 葛西紀明     |
| 2015/16   | 2月6日   | オスロ               | HS134    | 3位      | 竹内択 作山憲斗 伊東大貴 葛西紀明     |
| 2015/16   | 2月22日  | クオピオ             | HS127    | 3位      | 竹内択 作山憲斗 伊東大貴 葛西紀明     |
| 2017/18   | 11月25日 | ルカ                 | HS140    | 3位      | 竹内択 小林陵侑 葛西紀明 小林潤志郎   |
| 2018/19   | 2月9日   | ラハティ             | HS130    | 3位      | 佐藤幸椰 伊東大貴 小林潤志郎 小林陵侑 |
| 2018/19   | 3月9日   | オスロ               | HS134    | 準優勝   | 佐藤幸椰 葛西紀明 小林潤志郎 小林陵侑 |
| 2019/20   | 12月14日 | クリンゲンタール     | HS140    | 3位      | 佐藤幸椰 伊東大貴 小林潤志郎 小林陵侑 |
| 2020/21   | 3月28日  | プラニツァ           | HS240    | 準優勝   | 中村直幹 小林潤志郎 佐藤幸椰 小林陵侑 |
| 2021/22   | 1月9日   | ビショフスホーフェン | HS142    | 準優勝   | 佐藤幸椰 佐藤慧一 小林潤志郎 小林陵侑 |
| 2021/22   | 1月15日  | ザコパネ             | HS140    | 3位      | 佐藤幸椰 小林潤志郎 中村直幹 小林陵侑 |
| 2022/23   | 2月11日  | レークプラシッド     | HS128    | 3位      | 中村直幹 小林陵侑（スーパーチーム）   |
| 2024/25   | 3月23日  | ラハティ             | HS130    | 3位      | 二階堂蓮 小林陵侑（スーパーチーム）   |

| 女子団体 | 女子団体 | 女子団体           | 女子団体 | 女子団体 | 女子団体                            |
| シーズン | 開催日   | 開催地             | HS       | 成績     | メンバー                            |
| -------- | -------- | ------------------ | -------- | -------- | ----------------------------------- |
| 2017/18  | 12月16日 | ヒンターツァルテン | 108      | 優勝(1)  | 伊藤有希 岩渕香里 勢藤優花 髙梨沙羅 |
| 2017/18  | 1月20日  | 蔵王               | 102      | 優勝(2)  | 岩渕香里 勢藤優花 伊藤有希 髙梨沙羅 |
| 2018/19  | 1月19日  | 蔵王               | 102      | 3位      | 伊藤有希 勢藤優花 岩渕香里 髙梨沙羅 |
| 2019/20  | 1月18日  | 蔵王               | 102      | 3位      | 伊藤有希 丸山希 髙梨沙羅 勢藤優花   |

| 混合団体 | 混合団体 | 混合団体     | 混合団体 | 混合団体 | 混合団体                          |
| シーズン | 開催日   | 開催地       | HS       | 成績     | メンバー                          |
| -------- | -------- | ------------ | -------- | -------- | --------------------------------- |
| 2012/13  | 11月23日 | リレハンメル | 100      | 準優勝   | 伊藤有希 渡瀬雄太 髙梨沙羅 竹内択 |
| 2013/14  | 12月6日  | リレハンメル | 100      | 優勝     | 伊藤有希 伊東大貴 髙梨沙羅 竹内択 |

### スキージャンプ週間
※総合3位以内を記述
※1971-72シーズンでは笠谷幸生が最初の3戦で優勝したが、オリンピック選考会のために最終戦を欠場し、総合優勝を逃した。
- 1992-93シーズン - 葛西紀明 総合2位
- 1994-95シーズン - 船木和喜 総合2位
- 1997-98シーズン - 船木和喜 総合優勝
- 1998-99シーズン - 葛西紀明 総合2位
- 2018-19シーズン - 小林陵侑 総合優勝 (史上3人目の全勝優勝)
- 2021-22シーズン - 小林陵侑 総合優勝
- 2023-24シーズン - 小林陵侑 総合優勝 (史上9人目のシリーズ4戦で1勝もせず総合優勝)

### スキーフライング世界選手権
※3位以内を記述
- 1992年ハラホフ大会 ( チェコスロバキア) - 葛西紀明 優勝
- 1998年オーベルストドルフ大会 ( ドイツ)  - 船木和喜 優勝

## メディア
- 『ヒノマルソウル〜舞台裏の英雄たち〜』
1998年長野オリンピックの西方仁也を主人公のモデルとした2021年の映画

## 外部サイト
- 全日本スキー連盟